# Deokhye de Corea
La princesa Deokhye de Corea (25 de mayo de 1912 - 21 de abril de 1989) fue la última princesa del Imperio coreano. Nació el 25 de mayo de 1912 en el Palacio Changdeokgung en Seúl. Fue la hija menor del Emperador Gojong y de su concubina, entonces conocida como Yang Gui-in. Luego, el Emperador Gojong le otorgó un título de lealtad a Yang cuando dio a luz a la princesa Deokhye. La princesa Deokhye no fue formalmente reconocida como una princesa por Japón hasta 1917, debido a que no era hija de la reina. En 1917, su nombre fue formalmente ingresado en el registro de la Familia Imperial.

## Biografía

### Infancia
Deokhye nació el 25 de mayo de 1912, hija de Yang Gui-in (más tarde conocida como Lady Boknyeong) y del Emperador Gojong cuando tenía 60 años. Al no tener nombre de pila, la ignoraron y la trataron como si no existiera. Luego fue apodada "BoknyeongDang". En 1917, el Emperador Gojong persuadió a Terauchi Masatake, el entonces gobernador general de Corea, para que ingresara su nombre en el registro de la familia imperial, ofreciéndole legitimidad y otorgándole el título de princesa. En 1919, el Emperador Gojong planeó el compromiso secreto entre la princesa Deokhye y Kim Jang-han, sobrino de Kim Hwangjin, un chambelán de la corte. El emperador Gojong había tratado de proteger a su hija de Japón a través de este compromiso, pero el compromiso fracasó debido a la intervención del imperio nipón. Después del compromiso fallido, a Kim Hwangjin no se le permitió entrar al Palacio Deoksu y el emperador Gojong murió repentinamente el 21 de enero de 1919. En 1921, la Princesa Deokhye fue a la escuela primaria Hinodae en Seúl.

### Vida en Japón

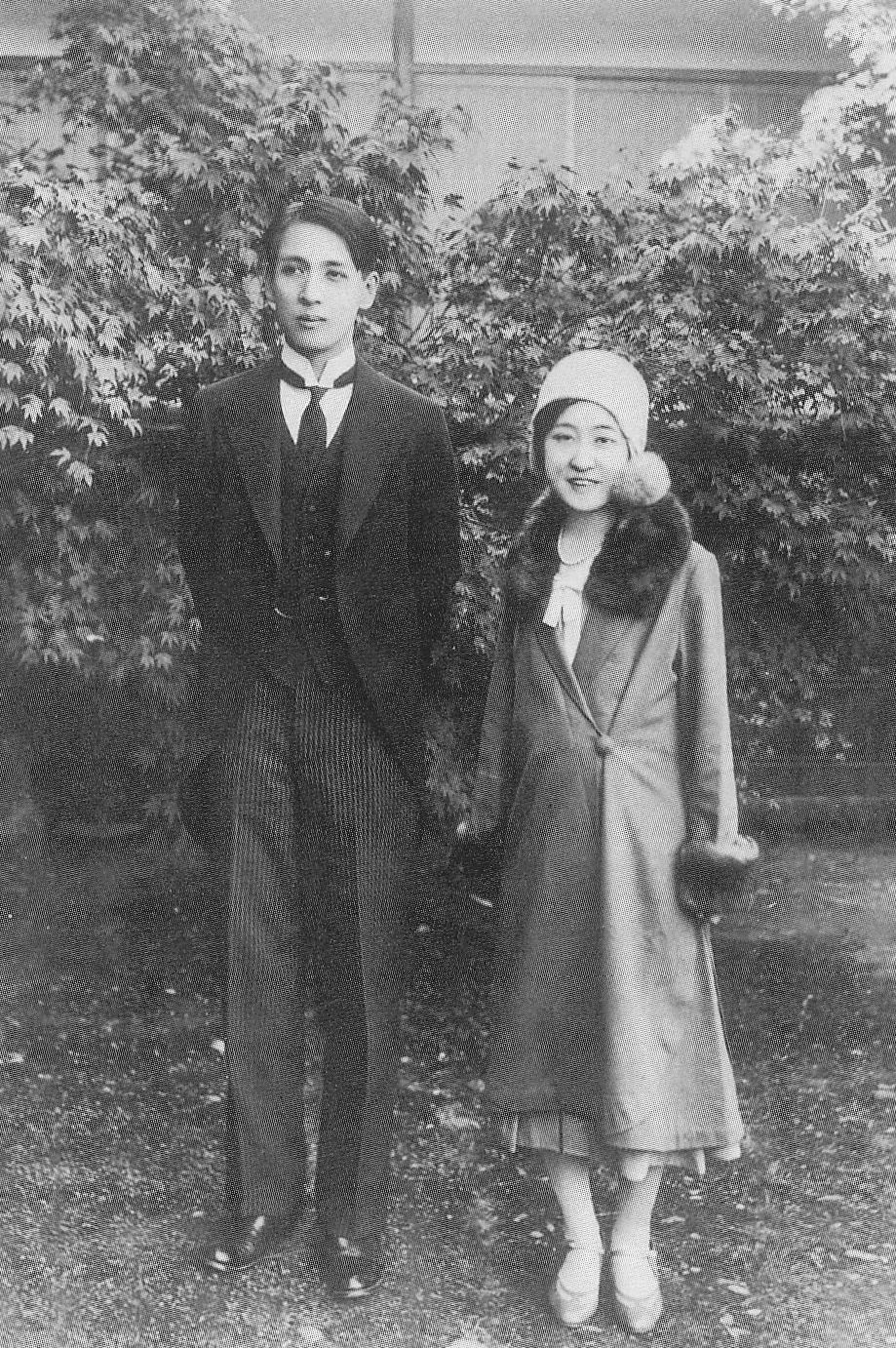
La princesa junto a su esposo en 1931.

En 1925 fue llevada a Japón bajo el pretexto de continuar sus estudios. Al igual que sus hermanos, ella asistió a la escuela Gakushuin. Era descrita como una persona silenciosa, aislada y débil. Sobre la noticia de la muerte de su madre en 1929, finalmente se le dio permiso para visitar Corea temporalmente para asistir a su funeral en 1930. Sin embargo, no se le permitió asistir al funeral de su madre con la ropa adecuada. En la primavera de 1930, cuando comenzó a experimentar problemas psicológicos (manifestados inicialmente por el sonambulismo), se mudó al palacio del Rey Lee, la casa de su hermano el Príncipe Heredero Eun en Tokio. Durante este período, a menudo se olvidaba de comer y beber. Su médico diagnosticó su enfermedad como demencia precoz, pero al año siguiente, su condición parecía haber mejorado.
En mayo de 1931 se casó con el conde Sō Takeyuki (武志; 1923-1985), un aristócrata japonés, jefe del clan Sō y conde de las islas Tsushima. De hecho, el matrimonio fue pactado en 1930. Su hermano inicialmente se rehúso al casamiento, por lo que fue pospuesto debido a la condición clínica de Deokhye, pero cuando se recuperó, inmediatamente le dieron instrucciones de que el matrimonio tendría lugar. Ella dio a luz a una hija, Masae (正 惠) en Corea, el 14 de agosto de 1932. En 1933, Deokhye nuevamente sufrió una enfermedad mental, y después de esto pasó muchos años en varias clínicas de salud mental.
Tras la derrota de Japón en la Segunda Guerra Mundial, Corea volvió a ser independiente y su marido perdió su título de nobleza, ya que la nobleza fue abolida. El matrimonio arreglado ya no tenía sentido, y se fueron separando cada vez más el uno del otro, hasta que finalmente se divorciaron en 1953. Se sabe que Takeyuki So se volvió a casar en 1955 con la japonesa Yoshie Katsumura. Habiendo sufrido un matrimonio infeliz, su dolor se agravó por la pérdida de su única hija en 1956. Según informes, la joven se suicidó debido al estrés causado por el divorcio de sus padres. Como resultado, la condición física y mental de Deokhye se deterioró a un ritmo lento pero considerable.

### Regreso a Corea
Deokhye regresó a Corea tras la invitación del gobierno de ese país el 26 de enero de 1962, después de 37 años de ausencia. Inicialmente, el gobierno coreano no estaba de acuerdo con que la última descendiente de la realeza regresara al país, puesto que el entonces presidente de la nación Lee Seung Man quería evitar un caos político. Sin embargo, después de que Lee fuera derrocado, el reportero Kim Eul Han persuadió al gobierno coreano para que se le permitiera regresar al país. Pese a su deteriorado estado mental, al llegar a su tierra recordó perfectamente los modismos de la realeza. Se alojó en el salón Nakseon del Palacio de Changdeokgung, con el príncipe heredero y la princesa Eun, su hijo Yi Gu, su esposa Julia Mullock y la señora Byeon Bokdong, encargada de su atención personal. Deokhye falleció el 21 de abril de 1989 en el salón Sugang del mismo palacio, y fue enterrada en Hongryureung, cerca de Seúl.

## Ancestros
|  |                           |  |  |  |  |  |  |  |  |  |  |  |  |  |  |  |
|  | Yi Byeongwon              |  |  |  |  |  |  |  |  |  |  |  |  |  |  |  |
|  |                           |  |  |  |  |  |  |  |  |  |  |  |  |  |  |  |
|  |                           |  |  |  |  |  |  |  |  |  |  |  |  |  |  |  |
|  | Príncipe Namyeon          |  |  |  |  |  |  |  |  |  |  |  |  |  |  |  |
|  |                           |  |  |  |  |  |  |  |  |  |  |  |  |  |  |  |
|  |                           |  |  |  |  |  |  |  |  |  |  |  |  |  |  |  |
|  | Heungseon Daewongun       |  |  |  |  |  |  |  |  |  |  |  |  |  |  |  |
|  |                           |  |  |  |  |  |  |  |  |  |  |  |  |  |  |  |
|  |                           |  |  |  |  |  |  |  |  |  |  |  |  |  |  |  |
|  | Emperador Gojong          |  |  |  |  |  |  |  |  |  |  |  |  |  |  |  |
|  |                           |  |  |  |  |  |  |  |  |  |  |  |  |  |  |  |
|  |                           |  |  |  |  |  |  |  |  |  |  |  |  |  |  |  |
|  | Lady Min Yeoheung         |  |  |  |  |  |  |  |  |  |  |  |  |  |  |  |
|  |                           |  |  |  |  |  |  |  |  |  |  |  |  |  |  |  |
|  |                           |  |  |  |  |  |  |  |  |  |  |  |  |  |  |  |
|  | Princesa Deokhye de Corea |  |  |  |  |  |  |  |  |  |  |  |  |  |  |  |
|  |                           |  |  |  |  |  |  |  |  |  |  |  |  |  |  |  |
|  |                           |  |  |  |  |  |  |  |  |  |  |  |  |  |  |  |
|  | Lady Bongnyeong           |  |  |  |  |  |  |  |  |  |  |  |  |  |  |  |
|  |                           |  |  |  |  |  |  |  |  |  |  |  |  |  |  |  |
|  |                           |  |  |  |  |  |  |  |  |  |  |  |  |  |  |  |